# 굉 (관내후)
굉(閎, ? ~ ?)은 전한 말기의 관료이다. '굉'은 이름자로, 성씨는 알 수 없다.

## 행적
홍가 2년(기원전 19년), 종사중랑(從事中郞) 진탕·장작대장 해만년이 성제에게 새로이 능읍(陵邑)을 조성할 것을 제안하였다. 성제는 신풍현(新豊縣) 관할의 희향(戲鄕)을 창릉현(昌陵縣)으로 개편하고 작업에 착수하여, 이듬해에는 군국의 호걸 및 500만 이상의 자산을 가진 부유층 5천 호를 이주시켰으나, 여러 해가 되도록 작업을 끝마치지 못하였다. 대사농중승(大司農中丞) 굉은 창릉 조성이 실현 불가능한 일이라고 여러 차례 간언하였고, 시중위위 순우장 또한 그만두어야 한다고 아뢰었기 때문에, 영시 원년(기원전 16년)에 결국 창릉을 폐하였다.
영시 2년(기원전 15년) 겨울, 성제는 조서를 내려 진탕·해만년을 돈황으로 유배시켰다. 상시(常侍) 굉은 창릉 폐지를 주장하여 예산을 아낀 공로로 관내후에 봉해지고, 금 100근을 받았다.

## 출전
- 반고, 《한서》 권10 평제기